# Седжано
Седжано (італ. Seggiano) — муніципалітет в Італії, у регіоні Тоскана,  провінція Гроссето.
Седжано розташоване на відстані близько 140 км на північний захід від Рима, 100 км на південь від Флоренції, 45 км на північний схід від Гроссето.
Населення — 955 осіб (2014).

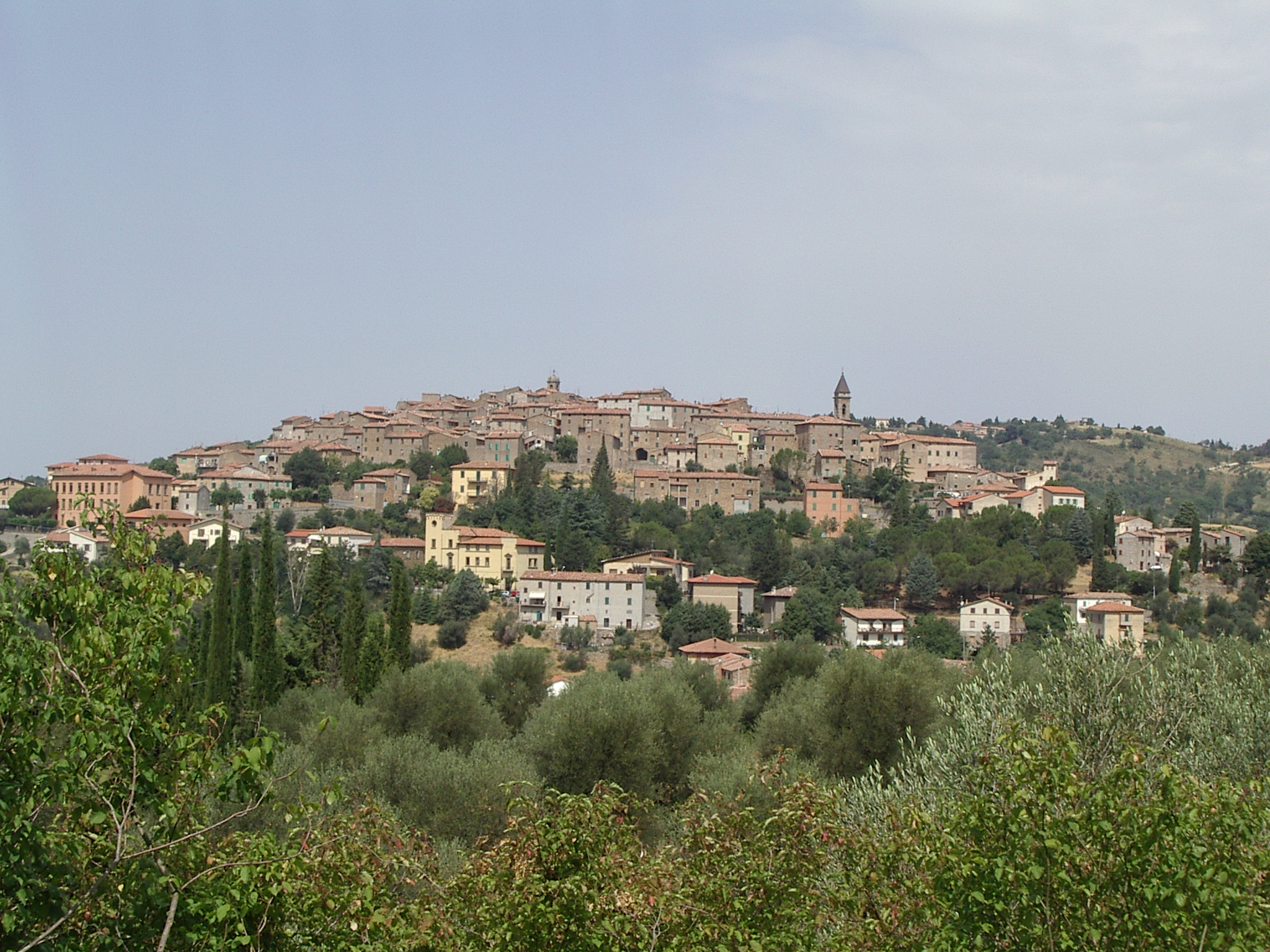

Щорічний фестиваль відбувається 24 серпня. Покровитель — святий Варфоломій.

## Демографія
Населення за роками:

Станом на 1 січня 2023 року в муніципалітеті офіційно проживали 222 іноземці з 32 країн, серед них 97 громадян країн Євросоюзу та 1 громадянин України.

## Сусідні муніципалітети
- Аббадія-Сан-Сальваторе
- Кастель-дель-П'яно
- Кастільйоне-д'Орчія